# 笹倉鉄平
笹倉 鉄平（ささくら てっぺい、1954年11月7日 - ）は、兵庫県出身の画家。「光の情景画家」と称され、様々な表情の光があふれる画風は、写実的でありながらも想像性に富み、"心が安らぐ"絵として、老若男女幅広いファン層を持ち、多くの支持を得ている。
画家デビュー以来、220作品以上の版画作品をはじめ、画集、詩画集、版画集、DVD作品集等が出版され、ポスターやポストカード、ジグソーパズル、カレンダー等のアートグッズも高い人気を保持し現在に至っている。
デビューから30年以上に渡り毎年、全国有名百貨店での個展・展覧会を多数開催。近年では、フランス、中国、イタリア等での展覧会も成功を収め、日本の良さや日本人の優しさ･美意識等を美しい情景画として表現し世界へ伝えている。

## 略歴
- 1973年　武蔵野美術大学商業デザイン科（現・視覚伝達デザイン学科）に入学。
- 1977年　同校卒業後、広告制作会社のグラフィック･デザイナーとなる。
- 1980年　フリーランスのイラストレーターとなり広告･出版物に多くのイラストを描く。また、森永製菓のパッケージイラストをおよそ10年間担当する。
- 1987年　毎日新聞カラー別刷り版にドイツのロマンチック街道沿いの風景を描いた「Romantic Gallery」シリーズを月一で連載。
- 1988年　前年シリーズの好評を以って、同紙面での連載としてフランスの街並みを描いた「ロマン色の街角」シリーズ掲載。
- 1990年　青山で初の個展。これより、画家としての活動に専念。
- 1991年　シルクスクリーンによる初の版画作品を発表(以降、現在までに220作以上がリリースされる)。
- 1992年　花の万博「フロリアード/1992」(オランダ開催)の記念版画が制作される。ニューヨーク･アートエキスポに出品。
- 1994年　神戸大丸にて個展。
- 1996年　小田急百貨店、新宿高島屋など各地で個展(以降、現在までに全国有名百貨店に於いて100を超える個展を開催)。
- 1998年　大丸ミュージアム・東京で初の美術館個展。
- 2000年　自身の絵画/版画作品、版権等の管理を行う、版元兼事務所㈱アートテラス（2022年「㈱笹倉鉄平オフィス」へ名称変更）を設立。
- 2001年　フィレンツェに架かる"ポンテ･ヴェッキオ"を描いた作品「祝福」が「イタリア.フィレンツェ.日本.文化経済交流協会」公認作品となる。
- 2004年　イタリア、マルケ州、レカナーティ市庁舎（他2会場）にて個展を開催。
- 2005年　フィレンツェ･京都姉妹都市締結40周年記念行事として、フィレンツェ市主催による個展を同市パルテ･グエルファ宮にて開催。
- 2006年　中国北京、国立中国美術館にて、劉長順氏との二人展を開催。
- 2006年　全版画作品を所蔵し、企画展形式で作品展観する｢版画ミュージアム｣が神奈川県大和市に開館。
- 2007年　ニューヨーク・アートエキスポに出品。
- 2007年　油彩、水彩、スケッチ等の肉筆原画を中心に企画展形式で展観する｢ちいさな絵画館｣が兵庫県西宮市に開館。
- 2008年　パリと京都にて｢日仏交流150周年｣および、｢京都市･パリ市姉妹都市盟約締結50周年｣を記念した個展が、京都市の後援のもとそれぞれ開催される。
- 2015年　「京都･フィレンツェ姉妹都市提携50周年記念事業」の一環として、両市後援のもと、京都、フィレンツェそれぞれにおいて個展を開催。
- 2021年　東京「上野の森美術館」にて、画業30周年記念の個展が開催される。

## 書籍
- 笹倉鉄平 詩画集～やわらかな季節のなかで～ （求龍堂）
- 笹倉鉄平 全版画集1991-2002＜カタログ・レゾネ＞（求龍堂）
- 笹倉鉄平 画集（求龍堂）
- 笹倉鉄平 ヨーロッパ旅の画集（求龍堂）
- 笹倉鉄平 全版画集2002-2013＜カタログ・レゾネ＞（求龍堂）
- 笹倉鉄平 画集 ヨーロッパやすらぎの時間（求龍堂）

## DVDビデオ
- 笹倉鉄平の絵画世界 （シンフォレスト）
- 笹倉鉄平やすらぎの絵画世界